# 小野耕一
小野 耕一（おの こういち、1882年（明治15年）6月24日 - 1962年（昭和37年）9月10日）は、大正から昭和時代の政治家。実業家。貴族院多額納税者議員。

## 経歴
東京府麹町区飯田町三丁目（現東京都千代田区飯田橋）出身。小野金六の長男として生まれ、1923年（大正12年）3月に家督を相続する。東京外国語学校を修了し、1907年（明治40年）フランスへ留学する。
東京割引銀行頭取、日本煉炭、東洋製罐、松菱殖産、内外食品、東洋鋼鈑各社長、富士製紙、中央ゴム工業、北海道電灯、富士身延鉄道、秋田電気、小武川電力、王子電気軌道、京浜電力各取締役、富士山麓土地、富士山麓電気鉄道各監査役を歴任した。ほか、帝国水産会特別議員、大日本水産会理事、国家総動員審議会委員などを務めた。
1936年（昭和11年）東京府多額納税者として貴族院議員に互選され、同年9月12日に就任し、研究会に所属し1947年（昭和22年）5月2日の貴族院廃止まで務めた。

## 親族
- 父：小野金六（実業家、銀行家）